# كنجي ميزوغوشي
كينجي ميزوغوشي هو مخرج سينمائي وكاتب سيناريو ياباني، ولد في 16 مايو 1898 في طوكيو، توفي 24 أغسطس 1956 في كيوتو.
تشتهر أعمال ميزوغوشي السينمائية باللقطات الطويلة وأسلوبه البصري المميز في روايتة للقصة. وكما يصف الكاتب مارك لافانا أفلام ميزوغوشي (تتميز أفلامه بالنقاء وبالقوة الاستثنائية. إنها تهز وتحرك المشاهد بقوة وصفاء وتعاطف عند تعاطيها مع معاناة الإنسان).
فاز فيلمه يوغيتسو (Ugetsu)عام 1953 بجائزة الأسد الفضي في مهرجان البندقية السينمائي، وظهر الفيلم في استطلاع أفضل عشرة أفلام في رأي النقاد والتي نشرته مجلة (Sight & Sound) في عام 1962 وعام 1972. ومن أفلامه الأخرى المميزة، قصة الأقحوانة الأخيرة (The Story of the Last Chrysanthemums) عام 1939 وفيلم حياة أوهارو (The Life of Oharu) عام 1952 وفيلم المأمور سانشو (Sansho the Bailiff) عام 1954.

## مسيرته
بعد صعوبات في المدرسة، يتوجه كنجي لتعلم الرسم على الثياب فيبرع في ذلك ويحصل على شهادة تمكنه من الحصول على عمل كرسام اشهارات ثم في صحيفة.
يبدأ مسيرته في السينما كممثل في العشرينات ثم كمساعد مخرج.
يتميز كنجي بأسلوبه الواقعي وميله لتصوير قصص معاناة المرأة في مجتمع ياباني يمر بتحولات بين التقليدي والمعاصر.

## أفلامه

لقطة من فيلم يوغيتسو

- 1933 : ساحر الماء The Water Magician
- 1936 : مرثاة أوساكا Osaka Elegy
- 1936 : الأختين من جيون Sisters of the Gion
- 1948 : نساء الليل Women of the Night
- 1951 : السيدة أويو Miss Oyu
- 1952 : حياة أوهارو The Life of Oharu
- 1953 : يوغيتسو Ugetsu
- 1954 : المأمور سانشو Sansho the Bailiff
- 1955 : الاميرة يانغ كوي في Princess Yang Kwei-Fei - ملون
- 1955 : شين هايك مونوغاتاري Shin Heike Monogatari - ملون
- 1956 : شارع العار Street of Shame

## روابط خارجية
- كنجي ميزوغوشي على موقع IMDb (الإنجليزية)
- كنجي ميزوغوشي على موقع الموسوعة البريطانية (الإنجليزية)
- كنجي ميزوغوشي على موقع مونزينجر (الألمانية)
- كنجي ميزوغوشي على موقع ألو سيني (الفرنسية)
- كنجي ميزوغوشي على موقع تيرنر كلاسيك موفيز (الإنجليزية)
- كنجي ميزوغوشي على موقع أول موفي (الإنجليزية)
- كنجي ميزوغوشي على موقع قاعدة بيانات الأفلام السويدية (السويدية)
- كنجي ميزوغوشي على موقع إن إن دي بي (الإنجليزية)
- كنجي ميزوغوشي على موقع قاعدة بيانات الفيلم (الإنجليزية)
- كنجي ميزوغوشي على موقع كينوبويسك (الروسية)